# 非本地畢業生留港/回港就業安排
《非本地畢業生留港/回港就業安排》（英語：Immigration Arrangements for Non-local Graduates (IANG)），為香港入境事務處自2008年起實施的一項政策，容許在港讀書的非本地畢業生(只包括學士學位及以上文憑畢業生，非本地副學士學位畢業生無法申請)留港工作，藉此補足香港的勞動力，安排無配額限制，亦不限行業。2018年經「非本地畢業生留港／回港就業安排」獲派來港的人士當中，約91%為內地居民，但並非所有非本地畢業生會申請此計劃。
自2022年12月28日起，在香港的大學於粤港澳大湾区内地城市设立的高等教育合作办学机构的全日制課程學士學位以上畢業生亦可申請該安排，並且申請人的首次循該安排的在港逗留期限由一年延長到兩年。

## 歷史
2001年8月1日起，入境處實施「輸入在本港大學教育資助委員會資助的院校畢業的內地學生」計劃，於1990年或以後在大學教育資助委員會資助的院校畢業的內地學生，如具備香港所需而又缺乏的技能或知識，且在港修畢學士學位或以上程度課程，可獲准來港工作。
2008年5月19日起，在本港就讀全日制經評審學士學位或以上課程的非本地學生，可以從事暑期工作、與學科或課程有關的實習工作，以及在校園內從事兼職工作（原本規定每周限制時數20小時，2023年11月1日起豁免時數限制兩年）。同時容許該類非本地學生獲得學士學位或更高資歷以後,可留港 12 個月以便申請工作，或在獲得聘用之後回港工作。
2022年10月28日前适用的逗留期限首次入境為一年。

## 申請資格
1. 國籍：不得為 阿富汗及 ，也不可為並非透過單程證取得澳門居民身份證少於七年的前 中国大陆居民
2. 前序簽證：學生簽證／進入許可(僅適用在香港就讀的非本地學生)
3. 學歷：
  - 非本地畢業生：修讀全日制經本地評審課程而獲得學士學位或更高資歷
  - 大灣區校園畢業生：修讀內地與香港的大學按照《中華人民共和國中外合作辦學條例》，於粵港澳大灣區內地城市設立的高等教育合作辦學機構所提供的全日制課程而獲得學士學位或更高資歷的畢業生
4. 內地許可（如適用）：居於 中国大陆、 香港和 澳門的內地居民需提交現時工作單位或內地有關機關簽發的赴港工作同意書

目前大灣區畢業生的合資格院校包括北京师范大学-香港浸会大学联合国际学院、香港中文大学（深圳）和香港科技大学（广州）。自2023年10月26日起，古巴、寮國及尼泊爾國民可通過非本地畢業生留港/回港就業安排在港工作，而並非就讀於大學教育資助委員會資助大學開辦的全日制經本地評審的本地課程的越南國民亦可申請該簽證。

## 逗留條件

### 逗留條件
申請人只受逗留期限而不受其他逗留條件限制，他們在獲准逗留的期間可在香港自由從事或轉換工作，及開辦或參與任何業務，無須事先取得入境事務處處長的批准。

### 逗留期限
根據IANG獲准來港/延長逗留期限的人士，一般首次入境/轉換簽證類別可獲准在港逗留24個月，其後須已獲得聘用或已在港開辦或參與業務方可延期逗留，且受聘從事的工作須通常是由學位持有人擔任，及其薪酬福利條件亦須達到市場水平。如延長逗留期限獲批准，申請人每次通常會獲准逗留3年。如申請人已根據該計劃獲准在港逗留不少於兩年及在上一評稅年度的薪俸稅應評稅入息達港幣200萬元或以上並提出以頂尖人才類別審批，則一般會獲准延期逗留六年。
符合IANG資格的學生簽證/進入許可持有人，可選擇在申請IANG前以學生身份延長逗留期限，一般會獲准延期逗留3個月，惟除非入境處處長許可不得在港工作及參與和開辦任何業務。

## 統計數字
根據「非本地畢業生留港／回港就業安排」的申請和獲批數字：
|        |            | 申請數目 | 獲批數目 |
| ------ | ---------- | -------- | -------- |
| 2018年 | 內地居民   | 9,297    | 9,206    |
| 2018年 | 非內地居民 | 957      | 944      |
| 2018年 | 總數       | 10,254   | 10,150   |

| 年份   | 加拿大 | 法國 | 印度 | 中國內地 | 馬來西亞 | 巴基斯坦 | 南韓 | 美國 | 其他 | 總數   |
| ------ | ------ | ---- | ---- | -------- | -------- | -------- | ---- | ---- | ---- | ------ |
| 2016年 | 23     | 13   | 87   | 8,611    | 61       | 17       | 83   | 26   | 368  | 9,289  |
| 2017年 | 31     | 9    | 126  | 8,448    | 87       | 32       | 127  | 40   | 431  | 9,331  |
| 2018年 | 29     | 23   | 137  | 9,206    | 70       | 38       | 129  | 35   | 483  | 10,150 |
| 2019年 | 32     | 10   | 163  | 9,757    | 87       | 49       | 127  | 44   | 530  | 10,799 |
| 2020年 | 24     | 12   | 210  | 6,125    | 101      | 45       | 123  | 43   | 471  | 7,154  |
| 2021年 | 28     | 12   | 192  | 6,105    | 102      | 49       | 122  | 33   | 616  | 7,259  |

| 年份   | 博士學位 | 碩士學位 | 學士學位 | 其他學士程度或同等學歷 | 總數   |
| ------ | -------- | -------- | -------- | ---------------------- | ------ |
| 2016年 | 964      | 6,717    | 1,587    | 21                     | 9,289  |
| 2017年 | 1,128    | 6,534    | 1,627    | 42                     | 9,331  |
| 2018年 | 1,251    | 7,185    | 1,699    | 15                     | 10,150 |
| 2019年 | 1,164    | 7,749    | 1,865    | 21                     | 10,799 |
| 2020年 | 1,090    | 4,256    | 1,780    | 28                     | 7,154  |
| 2021年 | 1,230    | 4,359    | 1,621    | 49                     | 7,259  |

根據「非本地畢業生留港／回港就業安排」來港人士取得居留權數字：
| 年份   | 取得居留權人數 |
| ------ | -------------- |
| 2016年 | 1,979          |
| 2017年 | 2,172          |
| 2018年 | 2,455          |
| 2019年 | 3,223          |
| 2020年 | 3,117          |
| 2021年 | 3,449          |

## 另見
- 各國移民數列表
- 香港居民、香港身份證
- 香港居留權、香港入境權
- 港漂

其他入境計劃：
- 一般就業政策
- 輸入內地人才計劃
- 優秀人才入境計劃
- 輸入中國籍香港永久性居民第二代計劃
- 科技人才入境計劃
- 高端人才通行證計劃
- 資本投資者入境計劃
- 補充勞工計劃

## 外部連結
- 非 本 地 畢 業 生 留 港 ／ 回 港 就 業 安 排（页面存档备份，存于）（繁體中文）